# Palazzo Tremi
Il Palazzo Tremi (anche noto come Palazzo del Gallo) è uno storico edificio di Messina in Italia.

## Storia
L'edificio venne eretto nel 1913 secondo il progetto dell'architetto Gino Coppedè.

## Descrizione
Situato all'angolo tra la via Centonze e la via Saffi a Messina, presenta uno stile eclettico.

## Galleria d'immagini

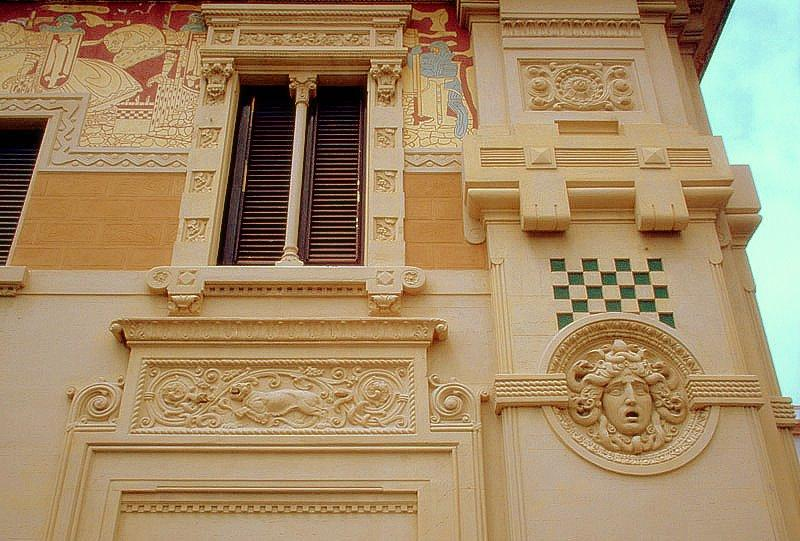
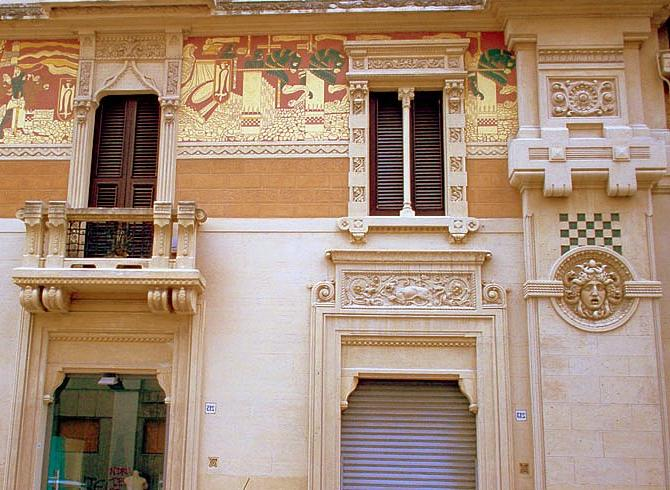
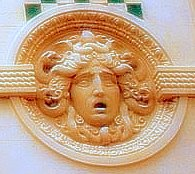